# Santa Rosa de Lima, Jalisco
Santa Rosa de Lima är en ort i Mexiko.   Den ligger i kommunen Unión de Tula och delstaten Jalisco, i den södra delen av landet, 500 km väster om huvudstaden Mexico City. Santa Rosa de Lima ligger 1 358 meter över havet och antalet invånare är 154.
Terrängen runt Santa Rosa de Lima är huvudsakligen kuperad, men åt sydost är den bergig. Runt Santa Rosa de Lima är det ganska tätbefolkat, med 60 invånare per kvadratkilometer. Närmaste större samhälle är Autlán de Navarro, 18,4 km söder om Santa Rosa de Lima. I omgivningarna runt Santa Rosa de Lima växer huvudsakligen savannskog.